# Parc national Chiloé
Le parc national Chiloé est un parc national situé dans la région des Lacs, dans la grande Île de Chiloé au Chili. Créé en 1982 par le décret D.S. no 734 du ministère des biens nationaux, il est administré par la Corporación Nacional Forestal (CONAF). Le parc se compose de deux principaux secteurs : le secteur Nord dit Chepu sur la commune de Ancud et le secteur Sud dit Abtao ou Anay qui comprend les communes de Castro, Chonchi et Dalcahue.

## Flore
On y recense 8 espèces végétales qui fournissent des fruits, 9 espèces des colorants, 41 espèces de plantes médicinales et 5 espèces des plantes utilisées pour la sculpture.
Les espèces principales des forêts de type tempérées humides primaires et secondaires, se composent d'arbres et d'arbustes pérennes comme le tepa (Laureliopsis philippiana) associé à l'olivillo (Aextoxicon punctatum) ou au coihue (Nothofagus dombeyi). Le sous-bois se compose de lumas comme le Chequén (Luma chequen) ou l'arrayán (Luma apiculata), le Goyavier du Chili (Ugni molinae), la Calafate (Berberis buxifolia), l'épine-vinette de Darwin (Berberis darwini) et des herbacées comme Bromus catharticus. Le biotope du parc favorise la présence de plantes de la famille des Myrtacées et on observe l'Alerce ou le Fitzroya (Fitzroya cupresoides) un genre de la famille des Cupressaceae et la présence du conifère le plus austral au monde, le cyprès de las Guaitecas (Pilgerodendron uviferum)

## Faune
L'aspect du parc par son isolement insulaire permet d'observer des espèces de mammifères et d'oiseaux autochtones à la région de Patagonie et endémiques à l'île de Chiloé. On y recense 15 espèces d'oiseaux rares ou menacées, 33 espèces locales d'amphibies dont 3 espèces rares ou menacées, 9 espèces de mammifères locaux toutes rares et menacées et 4 espèces de poissons d'eau douce menacées. On y trouve parmi les mammifères, le renard de Darwin (Lycalopex fulvipes, syn. Pseudalopex fulvipes ou Dusicyon fulvipes), le colocolo de Chiloé (Dromiciops gliroides) ou le Monito del monte (Dromiciops australis), des espèces de rongeurs comme Phyllotis darwini, le Comadrejita trompuda (Rhyncholestes raphanurus), le pudu du Sud (Pudu pudu), la loutre marine (Lontra felina) ou la loutre du Chili (Lontra provocax), le Kodkod ou Guiña (Oncifelis guigna ou Leopardus guigna), la grenouille de Darwin (Rhinoderma darwinii).
Parmi les espèces d'oiseaux endémiques, on y observe la chouette de Chiloé (Strix rufipes sanborni), Aphrastura spinicauda fulva du genre Aphrastura, le diuca de Chiloé (Diuca diuca chiloensis) mais aussi le héron cocoi (Ardea cocoi), l'ouette marine (Chloephaga hybrida), le cormoran de Magellan (Phalacrocorax magellanicus), l'huîtrier de Garnot (Haematopus leucopodus), le pic de Magellan (Campephilus magellanicus) entre autres.